# Halas and Batchelor
Halas and Batchelor era uno studio di animazione britannico, fondato nel 1940 da John Halas e da sua moglie Joy Batchelor. All'inizio era un piccolo studio che realizzava lavori per una distribuzione teatrale. Dopo lo scoppio della Seconda guerra mondiale, lo studio cominciò a realizzare brevi film di propaganda e divenne ben conosciuto. Nel 1945 lo studio realizzò il suo primo lungometraggio, Handling Ships, commissionato dall'Ammiragliato della Royal Navy; questo lavoro fu anche il primo film di animazione britannico girato in Technicolor. Dopo la guerra, lo studio continuò a realizzare brevi film finché nel 1954 realizzò La fattoria degli animali, che fu il primo lungometraggio di animazione a distribuzione internazionale. Lo studio crebbe e divenne una vera e propria azienda di animazione, con sedi in parecchie zone della Gran Bretagna. Nel decennio tra la fine degli anni cinquanta e la fine degli anni sessanta lo studio realizzò le sue serie di animazione più conosciute: Foo Foo (1959-1960), DoDo, the Kid from Outer Space (1965-1970) e The Lone Ranger (1966-1969) Animals United. L'ultimo film di animazione, Masters of Animation, fu realizzato nel 1986. Oggi l'azienda non esiste più, ma la maggior parte dei circa 2 000 film realizzati formano parte della Halas and Batchelor Collection Limited, che fu istituita nel 1996.